# Nactus galgajuga
Nactus galgajuga — вид геконоподібних ящірок родини геконових (Gekkonidae). Ендемік Австралії.

## Поширення і екологія
Nactus galgajuga є ендеміками гори Калкаяка в хребті Треватан непоалік від Куктауна в штаті Квінсленд. Вони живуть серед чорних валунних полів, типових для цього гірського масиву.